# Grupa Operacyjna (zespół muzyczny)
Grupa Operacyjna – polska grupa muzyczna wykonująca comedy rap. Powstała w 1996 roku w Zielonej Górze jako grupa czteroosobowa. Rok później formacja została rozwiązana. W 2000 roku Ziemowit Brodzikowski nawiązał współpracę z Mieszkiem Sibilskim. Nagrali wspólnie solowe demo Sibilskiego zatytułowane Świat Foxa (wówczas Sibilski posługiwał się pseudonimem „Fox”, natomiast Ziemowit – „Andruss”). Grupa debiutowała albumem Terapia szokowa wydanym w 2005 roku.
W 2012 roku zespół zawiesił działalność. W 2016 roku Mieszko Sibilski zaczął występować w spotach reklamowych serwisu cinkciarz.pl. Obecnie współpracuje ze sklepem internetowym Eobuwie.pl

## Historia
Początki pomysłu pod nazwą Grupa Operacyjna sięgają 1996 roku, kiedy dzisiejszy producent duetu – Ziemowit Brodzikowski – założył swój pierwszy zespół, który szybko upadł. W 2000 roku Ziemowit poznał Mieszka Sibilskiego, który nagrywał swoje solowe utwory pod pseudonimem Fox. W 2001 roku muzycy postanowili stworzyć zespół i szukając nazwy, sięgnęli po dawny pomysł Brodzikowskiego.
Debiutancki album pt. Terapia szokowa wydali w 2005 roku. Najbardziej znany utwór z tej płyty to piosenka pt. III Wojna Światowa. W 2006 Grupa Operacyjna nagrała piosenkę i teledysk Nie będzie niczego z udziałem Krzysztofa Kononowicza. W 2007 nagrała utwór i teledysk Bądź sobą, a następnie utwór Świr. Kolejny singel zespołu nosi nazwę Mordo ty moja, nawiązującą do zwrotu „Mordo ty moja” używanego w kampanii wyborczej w 2007.
We wrześniu tego samego roku Sibilski został pozwany do sądu przez wokalistkę Dorotę „Dodę” Rabczewską, która zarzuciła mu, że poświęcona jej piosenka Podobne przypadki przyczynia się do utraty jej dobrego imienia. W dniu 10 listopada 2009 sąd rejonowy w Zielonej Górze oddalił w całości powództwo Dody. W uzasadnieniu sąd stwierdził że: „Doda sama posługuje się aroganckim i wulgarnym językiem”. Wokalistka odwołała się od tej decyzji. W marcu 2010 sąd apelacyjny w Poznaniu uznał, że doszło do naruszenia dóbr osobistych Dody tekstem piosenki „Podobne przypadki”. Sąd uznał, że Mieszko Sibilski musi przeprosić Dodę na łamach ogólnopolskiego dziennika oraz na stronie internetowej zespołu. W grudniu 2007 pojawił się teledysk do ostatniego singla z drugiej płyty, czyli do piosenki Północ. W utworze i teledysku gościnnie wystąpił Krzysztof Kiljański. W 2008 nakręcili teledysk do swojego najnowszego utworu pod tytułem Mieszko, z gościnnym udziałem Szymona Majewskiego. 3 października ukazał się nowy album Grupy Operacyjnej Stan wyjątkowy.
We wrześniu 2009 roku powstał utwór Lepszy świat. Większość zdjęć do klipu wykonano na stadionie żużlowym Falubazu. W październiku 2009 roku pojawił się kolejny teledysk. Tym razem do piosenki pt. Pusty stadion, która jest cegiełką do akcji KoniecPZPN.pl. W realizacji teledysku udzieliły pomocy redakcja programu Szkło kontaktowe TVN24 oraz redakcja SuperStacji. Piosenkę można było usłyszeć w Panoramie, Faktach TVN czy Szkle kontaktowym. Piosenka stała się również przebojem stacji Viva Polska, gdzie utwór znalazł się na notacji oraz liście przebojów – PL Top 10. Kolejne teledyski powstały do utworów Wampir i Klątwa.
30 stycznia 2010 roku odbyła się premiera nowego albumu zespołu – Materiał wybuchowy.
Jesienią 2010 lider zespołu – Mieszko – brał udział w pierwszej edycji programu Królowie Densfloru w stacji VIVA Polska. 1 listopada 2012 roku Grupa Operacyjna zawiesiła działalność.

## Skład zespołu
- Mieszko Sibilski (ur. 9 lutego 1983 w Zielonej Górze[10]) – wokalista, do czasu gdy poznał Ziemowita Brodzikowskiego, nagrywał utwory solowe pod pseudonimem „Fox”.
- Ziemowit Brodzikowski (ur. 26 listopada 1981 w Sulechowie) – producent

## Dyskografia
| Grupa operacyjna            | - Data: 1996 - Wydawca: brak (nielegal)          | –  |
| Terapia szokowa             | - Data: 2005 - Wydawca: Exos Music               | –  |
| Ostry dyżur                 | - Data: 7 maja 2007 - Wydawca: My Music          | 31 |
| Ostry dyżur. Mordo Ty moja  | - Data: 19 października 2007 - Wydawca: My Music | –  |
| Stan wyjątkowy              | - Data: 3 października 2008 - Wydawca: My Music  | –  |
| Materiał wybuchowy          | - Data: 30 stycznia 2010 - Wydawca: Exos Music   | –  |
| „–” album nie był notowany. |                                                  |    |

| III Wojna Światowa                  | 2005 | –  |
| „Nie będzie niczego”                | 2007 | 47 |
| „Północ” (oraz Krzysztof Kiljański) | 2008 | 15 |
| „–” singel nie był notowany.        |      |    |

| Album                     | Rok  | Utwór                                                            |
| ------------------------- | ---- | ---------------------------------------------------------------- |
| Rap Eskadra 6 – Zima 2008 | 2007 | Grupa Operacyjna – „Mordo ty moja”                               |
| Rap Eskadra – Zima 2009   | 2008 | Allan Bussky – „Życie jest piękne” (gościnnie: Grupa Operacyjna) |

## Nagrody i nominacje
| Rok  | Kategoria                          | Nagroda           | Nota      |
| ---- | ---------------------------------- | ----------------- | --------- |
| 2007 | „Supernova-Debiut roku”            | VIVA Comet Awards | Laur      |
| 2008 | Album Roku Hip-Hop/R&B             | Fryderyk          | Nominacja |
| 2008 | „Jelenie na rykowisku-Zespół roku” | VIVA Comet Awards | Nominacja |
| 2008 | Galowy Gajowy                      | VIVA Comet Awards | Nominacja |
| 2010 | Zespół Roku                        | VIVA Comet Awards | Nominacja |